# 高萩勉
高萩 勉（たかはぎ つとむ、1982年12月20日 - ）は、日本の男性キックボクサー。神奈川県出身。K-1GYM相模大野KREST所属。ニックネームは「褐色のドラゴン」。
2006年1月29日のR.I.S.E.興行よりリングネームを高萩 ツトムに変更した。

## 来歴
2004年5月2日、第15回全日本新空手道選手権大会・K-2トーナメント重量級に出場。決勝で世良田孝徳に勝利し、優勝を果たすのと同時に最優秀選手賞に選ばれた。
2004年6月26日、K-1デビューを果たすも、滝川リョウに判定負け。
2006年1月29日、初参戦となったR.I.S.E.で悠羽輝と対戦し、1-0の判定ドロー。この試合よりリングネームを高萩ツトムに変更した。
2006年5月4日、第17回全日本新空手道選手権大会・K-2トーナメント重量級に出場。決勝で佐藤匠に勝利し、優勝を果たすのと同時に最優秀選手賞に選ばれた。
2006年12月2日、K-1 WORLD GP 2006 in TOKYO 決勝戦のオープニングファイトで佐藤匠に右ストレートでKO負け。
2007年2月25日に行われた「K-1 JAPAN 戦士育成プロジェクト」のトライアウトを受け、合格。5月4日から6日にかけて行われた最終合宿でも生き残り、アーネスト・ホースト率いる「チーム・ホースト」所属となった。7月には杉本幸積とともにオランダ合宿でホーストの指導を受けた。
2007年8月16日、K-1 TRYOUT 2007 SURVIVALで佐藤匠と再戦するも、判定負け。
2007年12月22日、チームドラゴン主催興行でアリ・レザと対戦し、1-1の判定ドロー。
2008年2月29日、J-NETWORK「Let's Kick with J 1st」のJ-NETWORKヘビー級王座次期挑戦者決定トーナメント準決勝でシング・心・ジャディブと対戦し、1R右フックでKO負け。
2008年3月2日、「K-1 JAPAN TRYOUT 2008」に参加し、2年連続の合格となった。
2008年4月13日、K-1 WORLD GP 2008 IN YOKOHAMAのオープニングファイトでキム・ギョンソックと対戦し、2Rに右ローキックでKO勝ち。
2008年6月29日、K-1 WORLD GP 2008 IN FUKUOKAで行われたK-1 JAPAN GPに出場。1回戦でエヴェルトン・テイシェイラと対戦し、右膝蹴りでKO負け。
2009年12月5日、K-1 WORLD GP 2009 FINALのオープニングファイトでヤン・ソウクップと対戦し、判定負け。
2010年4月3日、K-1 WORLD GP 2010 IN YOKOHAMAのオープニングファイトで上原誠と対戦し、判定勝ち。

## 戦績
| 勝敗 | 対戦相手                   | 試合結果                                  | 大会名                                                                                        | 開催年月日     |
| ×    | 天田ヒロミ                 | 3R終了 判定0-2                            | RISE 80                                                                                       | 2011年7月23日  |
| ○    | 木村秀和                   | 3R終了 判定3-0                            | K-1 WORLD GP 2010 FINAL 【オープニングファイト】                                              | 2010年12月11日 |
| ○    | 戦闘竜                     | 2R 1:09 TKO（タオル投入）                 | 谷山ジム主催「Big bang 2 〜ビッグバン 統一への道 其の弐〜」                                   | 2010年7月31日  |
| ○    | 上原誠                     | 3R終了 判定2-0                            | K-1 WORLD GP 2010 IN YOKOHAMA 【オープニングファイト】                                        | 2010年4月3日   |
| ×    | ヤン・ソウクップ           | 3R終了 判定0-3                            | K-1 WORLD GP 2009 FINAL 【オープニングファイト】                                              | 2009年12月5日  |
| ×    | 野田貢                     | 2R 2:49 KO（3ノックダウン：右ストレート） | K-1 WORLD GP 2008 FINAL 【オープニングファイト】                                              | 2008年12月6日  |
| ×    | エヴェルトン・テイシェイラ | 1R 2:18 KO（2ノックダウン：右膝蹴り）     | K-1 WORLD GP 2008 IN FUKUOKA 【K-1 JAPAN GP 2008 1回戦】                                      | 2008年6月29日  |
| ○    | キム・ギョンソック         | 2R 0:18 KO（右ローキック）                | K-1 WORLD GP 2008 IN YOKOHAMA 【オープニングファイト】                                        | 2008年4月13日  |
| ×    | シング・心・ジャディブ     | 1R 1:17 KO（右フック）                    | J-NETWORK「Let's Kick with J 1st」 【J-NETWORKヘビー級王座次期挑戦者決定トーナメント 準決勝】 | 2008年2月29日  |
| △    | アリ・レザ                 | 3R終了 判定1-1                            | 燃えろドラゴン！その壱                                                                        | 2007年12月22日 |
| ×    | 佐藤匠                     | 3R終了 判定0-3                            | K-1 TRYOUT 2007 SURVIVAL                                                                      | 2007年8月16日  |
| ○    | 富樫龍一                   | 3R終了 判定3-0                            | J-NETWORK「TEAM DRAGON QUEST 1」                                                              | 2007年6月3日   |
| ○    | 長谷川康也                 | 3R終了 判定3-0                            | J-NETWORK「J-FIGHT 15」                                                                       | 2007年4月15日  |
| ○    | 高山                       | 3R終了 判定3-0                            | J-NETWORK「J-FIGHT 14」                                                                       | 2007年2月11日  |
| ×    | 佐藤匠                     | 2R 2:43 KO（右ストレート）                | K-1 WORLD GP 2006 in TOKYO 決勝戦 【オープニングファイト】                                    | 2006年12月2日  |
| ×    | 野田貢                     | 2R 0:30 KO（右フック）                    | K-1 REVENGE 2006 K-1 WORLD GP 2006 in SAPPORO 〜アンディ・フグ七回忌追悼イベント〜            | 2006年7月30日  |
| ×    | リカルド・ノードストランド | 3R KO                                     | K-1 Scandinavia Rumble of the Kings 2006 【1回戦】                                            | 2006年5月20日  |
| △    | 悠羽輝                     | 3R終了 判定1-0                            | R.I.S.E. XXII                                                                                 | 2006年1月29日  |
| ×    | 滝川リョウ                 | 3R終了 判定0-3                            | K-1 BEAST 2004 in SHIZUOKA 〜JAPAN GP 決勝トーナメント〜 【リザーブファイト】                 | 2004年6月26日  |